# Геологічна діяльність текучих поверхневих вод
Геологічна діяльність текучих поверхневих вод
Атмосферні опади, що випадають на похилу поверхню, стікають по ній, захоплюючи з собою частки породи. Цей процес має назву делювіального. Оскільки сила дії атмосферних вод здебільшого є невеликою, то вони змивають, головним чином, лише дрібні частки продуктів вивітрювання. Тому делювіальні відклади зазвичай складаються з суглинків та супісків. Однак вони можуть вміщувати і крупні уламки (дресву, щебінку, глиби), які внаслідок вимивання дрібних часток втрачають стійкість, скочуючись вниз по схилу.
Делювіальним породам (суглинкам і супісками) властиво те, що відкладені продукти часто не пов'язані з породами, що їх підстилають, оскільки вони є наносними, принесеними з верхніх частин схилу. Вони утворюються разом з елювіальними та алювіальними (відкладення річок), формуючи комплексні відкладення.
Поверхневі води стікають у рельєфні низини, використовуючи для цього різного роду поглиблення. Дощові і талі води, зосереджуючись у такому поглибленні, розширюють його, перетворюючи у вимоїну. Процес розмивання гірських порід водяним потоком називають ерозією. Поступово під дією вод, що стікають, розмір вимоїни збільшується і вона перетворюється у яр.
Частина яру, де він починається і де в нього стікають води зі схилу, називається вершиною, а закінчення — гирлом. Поглиблення яру може відбуватися лише до певного рівня, який має назву базис ерозії. Базис ерозії — найвища точка в гирлі яру (або річки). Подальший розмив яру зазвичай відбувається вгору від базису ерозії. Нижче останнього водний потік може поглиблювати яр або русло. Для водних потоків, що течуть у ярах, базисом ерозії є рівень річки, озера або болота, у які вони впадають. Для річок кінцевим базисом ерозії є рівні великих водоймищ, у які вони несуть свої води. Коливання рівнів у цих водоймищах, відповідно, змінюють положення базису ерозії. В процесі розвитку яру його вершина може наблизитися до озера, джерела або льодовика. В усіх цих випадках яр буде нести воду не лише у період випадіння дощу або розтавання снігу, а постійно. У такому випадку яр стає руслом струмка або річки.
Річка з її притоками називається річковою системою, а площа, яку займає остання, — річковим басейном. Поглиблення, у якому тече річка, має назву річкової долини. Частина долини, що заповнена водою на межовому рівні, має назву русло, а та, що затоплюється паводками, — пойма. Горизонтальні ділянки річкової долини, що знаходяться вище русла, називаються терасами.
Поглиблення русла річки (глибинна ерозія) продовжується до певної межі. Вище гирла розмив буде продовжуватися доти, доки руйнівна сила води буде більшою, ніж та, яка потрібна для її пересування. Зі зниженням відмітки русла швидкість води зменшується, і, відповідно, зменшується її розмиваюча здатність.
Розмивання одного з берегів сильніше виражено у річок, що течуть у меридіональному напрямку. У північній півкулі розмивається правий берег, а у південній — лівий. Це явище пояснюється дією гравітаційних сил Землі.
Між річками, що течуть у протилежних напрямках, знаходяться височини, що слугують водорозділами.
Річкові тераси відображають різні етапи у розвитку ріки. Кожна з них є давньою заплавою, яка внаслідок зниження базису ерозії була прорізана річкою. За наявності декількох давніх (надзаплавних) терас їх позначають першою, другою і т. д., причому рахунок ведуть знизу вгору (від русла), не враховуючи пойми. Відповідно, чим більшим є номер тераси, тим вона є давнішою.
Частки гірських порід, розмитих рікою, переносяться на великі відстані і відкладаються у тих місцях, де швидкість течії зменшується. Процес випадіння з води часток, що переносяться нею, має назву седиментація, а їхнє накопичення — акумуляція. Відклади, що утворюються внаслідок цього, називаються алювіальними (або алювієм). Випадання осадків може відбуватися в заплавах річок у період повеней, у руслах нижньої течії і, нарешті — в гирлах річок. У відповідності з цим алювій може бути заплавним, русловим та дельтовим.
Заплавний алювій характеризується тонкою горизонтальною шаруватістю, неоднорідністю гранулометричного складу і малою потужністю пластів із характерним лінзоподібним виклинюванням. Русловий алювій відкладається у руслах рік після спаду паводкових вод. Для нього також характерною є горизонтальна або похила слоїстість, мала товщина шарів і хороше відсортування матеріалу. Дельтовий алювій накопичується в гирлах річок за їхнього впадання у моря та озера, де річкова вода втрачає швидкість і увесь принесений нею уламковий матеріал осідає на дно. Він відкладається на прибережному відкосі дна похилими шарами, що поступово тоншають у бік басейну. Річкові наноси з віддаленням від гирла річки розповсюджуються на обидва боки, утворюючи конусоподібний майданчик, що покраяний протоками. За формою такий майданчик нагадує грецьку літеру дельта, звідки і виникла назва «дельта ріки».